# Pier 39

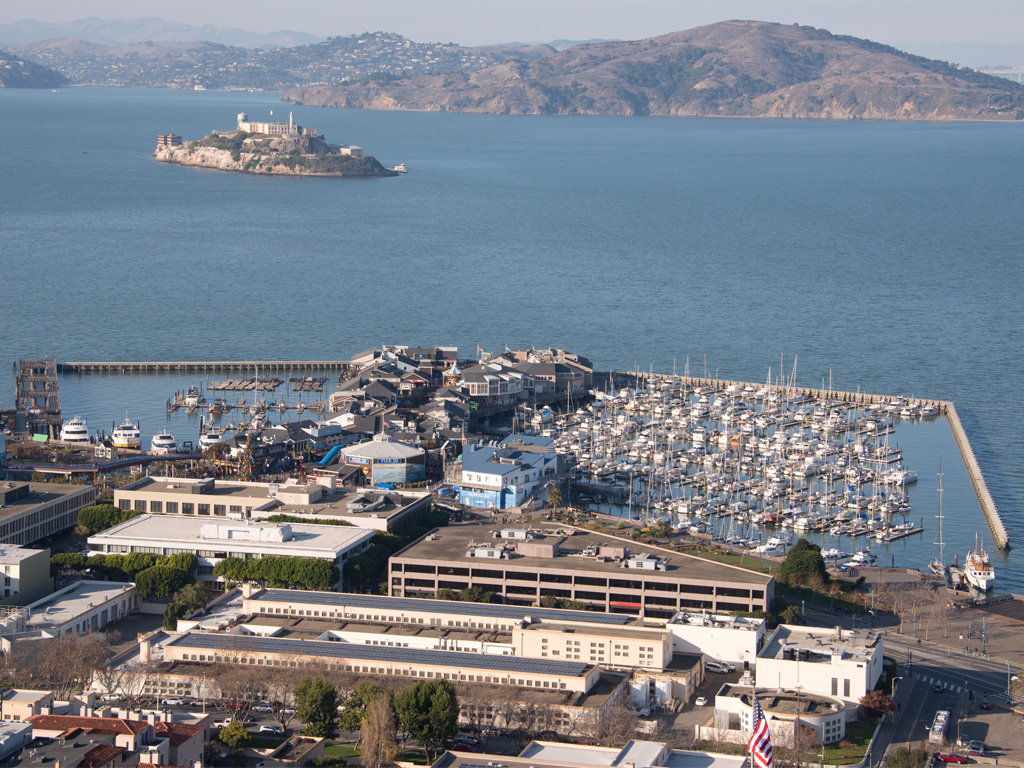
Pier 39, Blick vom Coit Tower

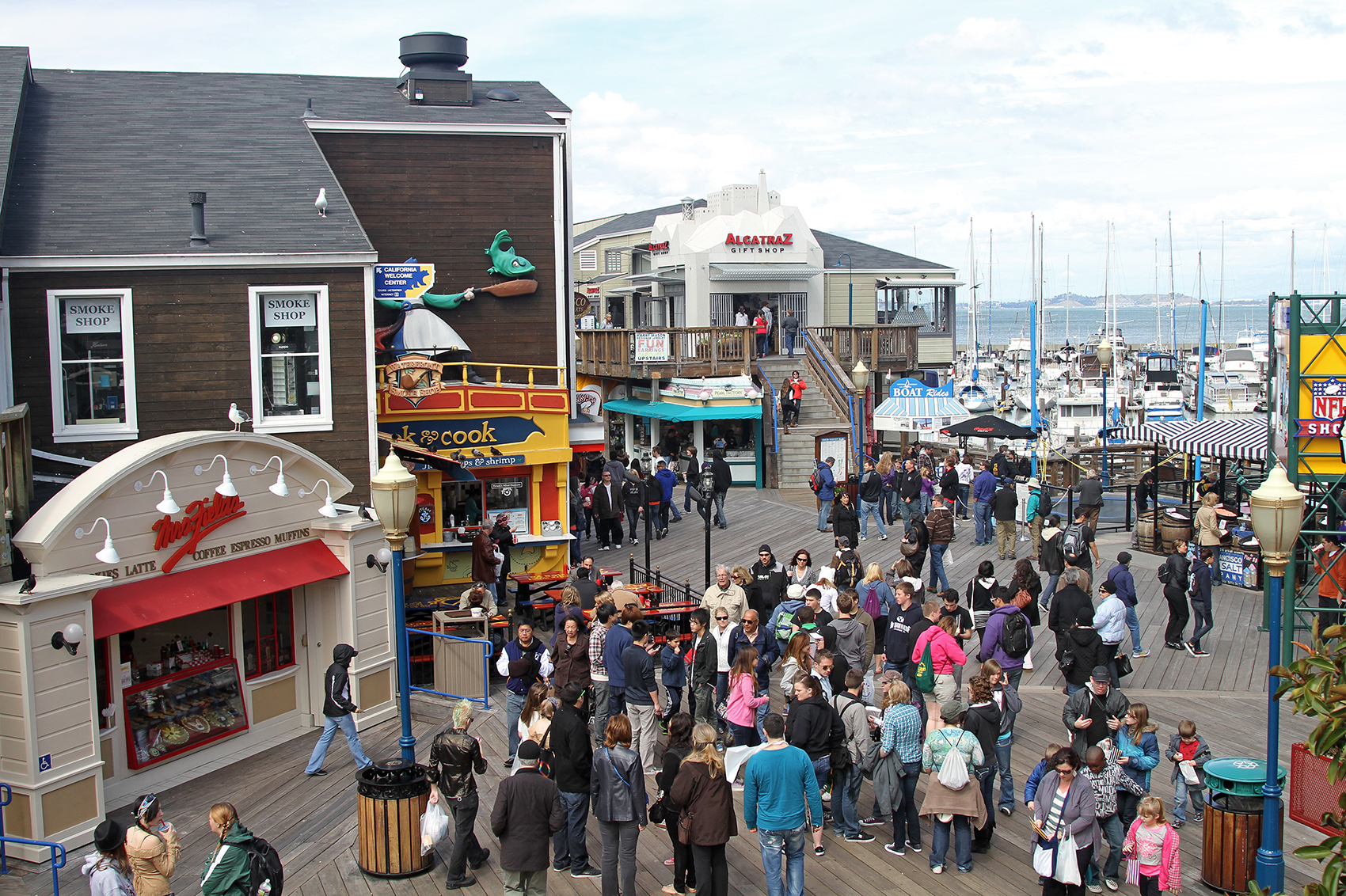
Pier 39

Der Pier 39, ein Teil von Fisherman’s Wharf im Norden San Franciscos ist eine ehemalige Bootsanlegestelle, die heute einen ganzjährigen Rummel mit Souvenir-Läden, Fahrgeschäften, Restaurants und einem Aquarium beherbergt. 

## Seelöwen

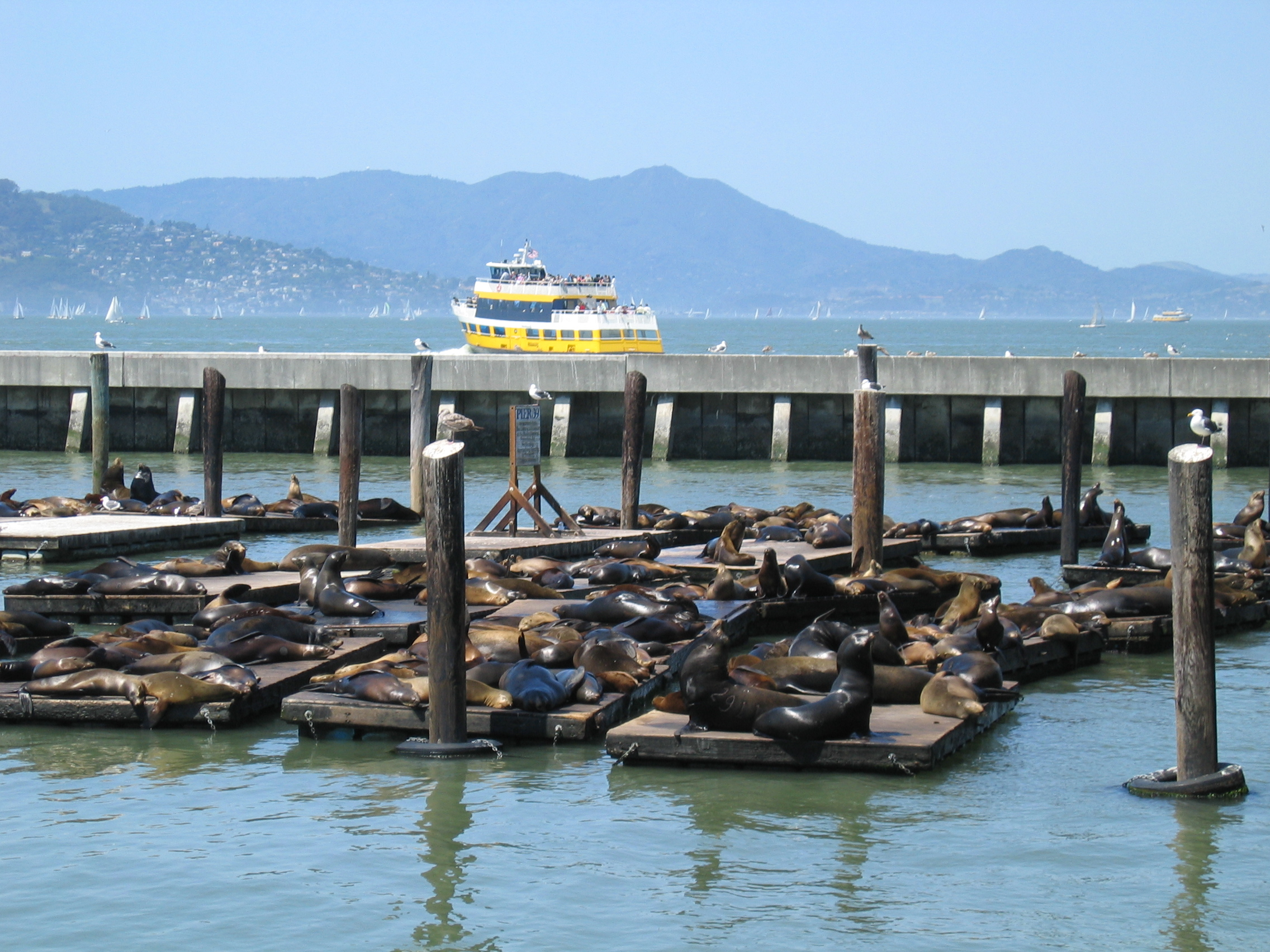
Seelöwenkolonie am Pier 39

Neben den kommerziellen Einrichtungen gibt es auch eine „kostenlose“ Touristenattraktion: Kalifornische Seelöwen haben sich auf Anlegestellen am Pier angesiedelt und nutzen diese als Ruheplätze. Die Seelöwenkolonie, die man vom umliegenden Kai aus beobachten kann, hat sich im Winter 1989/90 am Dock K etabliert. Nach einem Erdbeben am 17. Oktober 1989 gab es Erneuerungsarbeiten an der Steganlage. In dieser bootsfreien Zeit siedelten sich die ersten Seelöwen am Pier an. Ein direkter Zusammenhang mit dem Beben konnte wissenschaftlich nicht nachgewiesen werden.
Über die nächsten Monate verließen die Seelöwen ihren bisherigen Stammplatz, den Seal Rock nördlich vom Ocean Beach, und besetzten den bequemen Steg. Durch die Anpassung der Anlage an den Tidenhub war der Weg aus und in das Wasser einfacher als am Felsen. Die natürlichen Feinde, Haie und Orca, sind in der Bucht von San Francisco selten zu finden. Die üppigen Fischgründe in der Bucht sind eine gute Nahrungsquelle.

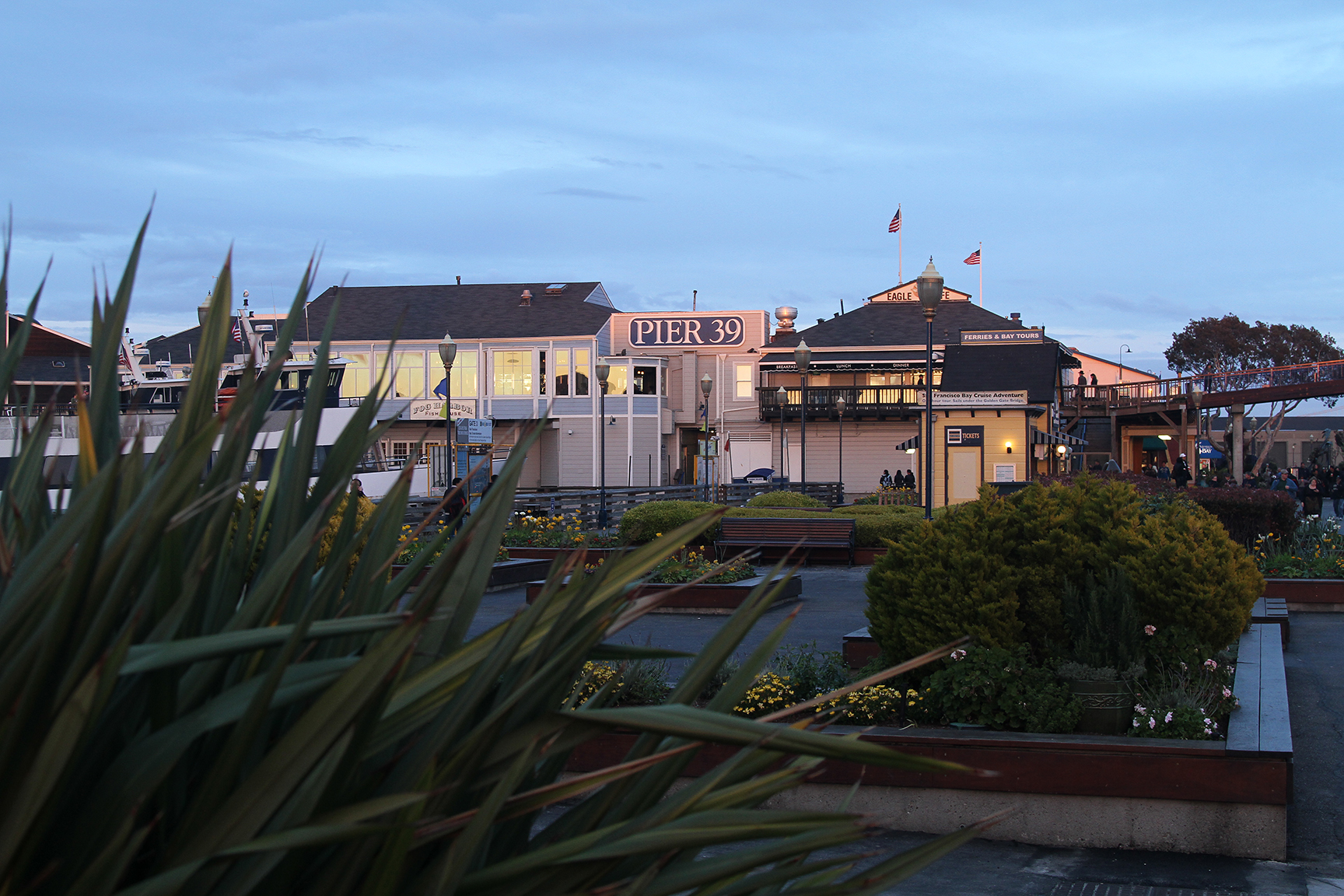
Pier 39

Gab es Ende 1989 eine Kolonie von 6 bis 10 dauerhaft auf der Steganlage lebenden Seelöwen, wuchs die Population in den nächsten Monaten auch nach Wiederbenutzung der Bootsanlegeplätze auf über 400 Seelöwen.
Die Betreiber des Pier 39, Bootsbesitzer und Anwohner empfanden die dauerhafte Anwesenheit zunächst als Störung. Die Bootsbesitzer gelangten nicht mehr ohne Risiko an den bis zu 450 kg schweren Tieren vorbei zu den Booten. Zusätzlich gab es Sachschäden sowie Belästigung durch Lärm und Geruch.
Nach einer Beratung durch das Marine Mammal Center wurde im März 1990 das Dock K für den öffentlichen Bootsverkehr geschlossen; die Anlage wurde den Seelöwen überlassen. Durch die weiter anwachsende Population gab es Schäden an der Steganlage. Das Gewicht von bis zu über 1000 Tieren drückte die Stege unter Wasser. Der Steg verrottete und drohte auseinanderzubrechen.
Im Jahr 1995 wurde die alte Steganlage entfernt und durch etwa 3 mal 4 Meter großen Pontons als Ruhefläche für die Seelöwen ersetzt.
Am Kai wurde für Besucher Informationstafeln aufgestellt. Das Marine Mammal Center betreibt mit Hilfe von Freiwilligen eine dauerhafte Beobachtungseinrichtung.
In der Nacht zum 27. November 2009 verließen alle Seelöwen den Pier 39, kurze Zeit später wurden sie an der Küste von Oregon gesichtet, wo sie bis zum März des folgenden Jahres ihr Winterlager verbrachten, um anschließend wieder zum Pier 39 zurückzukehren. Es ist nicht ungewöhnlich, dass Seelöwen im Winter nach Norden ziehen, um dort Sardinen zu jagen, ungewöhnlich ist jedoch, dass alle Seelöwen auf einmal verschwunden sind.
Ende Juni 2014 verschwanden erneut alle Seelöwen vom Pier 39. Anfang August 2014 waren sie wieder zurückgekehrt.